# Людина-невидимка (фільм, 2020)
«Людина-невидимка» (англ. The Invisible Man) — фільм жахів Лі Воннелла. У головній ролі: Елізабет Мосс. Вийшов у прокат в Україні 27 лютого 2020 року.

## Сюжет
Фільм розповість про жінку Сесілію, яка не змогла витримати напружені стосунки з вченим Едріаном і йде від нього, а він коїть самогубство. Їй здається, що життя починає налагоджуватися, але все змінюється, коли вона відчула, що за нею хтось спостерігає…

## У ролях
| Актор               | Роль           | Український дубляж   |
| ------------------- | -------------- | -------------------- |
| Елізабет Мосс       | Сесілія Касс   | Катерина Брайковська |
| Олівер Джексон-Коен | Едріан Гріффін | Денис Жупник         |
| Сторм Рейд          | Сідней         |                      |
| Елдіс Годж          | Джеймс         |                      |
| Гарріет Дайер       |                |                      |
| Амалі Голден        | Енні           |                      |
| Сем Сміт            |                |                      |
| Зара Майклс         |                |                      |
| Бенедикт Харді      |                |                      |
| Ентоні Вон          |                |                      |

## Виробництво

### Розвиток
Розробка нового фільму «Людина-невидимка» почалася ще 2007 року, коли Девід Ґоєр був найнятий для написання сценарію. Ґоєр залишався прив'язаним до проєкту ще 2011 року, практично не опікуючись розробленням фільму.
У лютому 2016 року оголосили, що проєкт буде відновлений як частина загального кінематографічного всесвіту Universal. Джонні Депп був найнятий на головну роль у фільмі, а Ед Соломон писав сценарій до фільму. Фільм планувався, як частина сучасного перезапуску монстрів Universal, під назвою Темний всесвіт. Основною точкою якої став фільм «Мумія», а потім мав був вийти фільм «Наречена Франкенштейна» 2019 року. Продюсер Алекс Курцман заявив, що шанувальникам слід очікувати принаймні один фільм на рік в загальному кінематографічному всесвіті. Однак, як тільки «Мумія» вийшла в кінотеатри і отримала негативні відгуки від критиків і лише повернула гроші, витрачені на бюджет фільму, які студія визнала менш очікуваними, в Темний Всесвіт були внесені зміни, щоб зосередитися на розповіді окремих історій і перехід від загальної концепції всесвіту.
У січні 2019 року Universal оголосила, що всі майбутні фільми, засновані на персонажах, будуть зосереджені на окремих історіях, а не на взаємопов'язаності. Успішний продюсер фільму жахів Джейсон Блум, засновник продюсерської компанії Blumhouse Productions, повсякчас публічно висловлював свою зацікавленість у відродженні і роботі над майбутніми фільмами Темного Всесвіту. Режисерське крісло фільму зайняв Лі Воннелл, а Блум став продюсером.

### Акторський склад
У березні 2019 року Елізабет Мосс вступила в ранні перемовини, щоб зіграти головну роль в якості одного з головних героїв, з офіційним кастингом у наступному місяці. Сторм Рейд, Елдіс Годжа і Гарієт Даєр пізніше приєдналися до акторського складу з Олівером Джексоном-Коеном у головній ролі.

### Знімання
Основне знімання розпочали 16 липня 2019 року, а завершили 17 вересня 2019 року в Сіднеї в Австралії.

## Реліз
Спочатку фільм повинен був вийти 13 березня 2020 року. Потім дату релізу перенесли на кілька днів раніше, 28 лютого 2020 року.

## Спін-офф
У листопаді 2019 року було оголошено, що на стадії розробки знаходиться додатковий фільм, сфокусований навколо «Дівчини-невидимки» і Людини-невидимки. Елізабет Бенкс зіграє головну роль, а також буде режисером і продюсером фільму «Дівчина-невидимка» на основі її власних оригінальних ідей. Ерін Кресіда Вілсон напише сценарій перезавантаження жіночої версії, а Макс Гендельман і Елісон Смолл будуть продюсером і виконавчим продюсером відповідно.